# یواس‌اس گریهوند (اس‌پی-۴۳۷)
یواس‌اس گریهوند (اس‌پی-۴۳۷) (به انگلیسی: USS Greyhound (SP-437)) یک کشتی بود که طول آن ۴۰ فوت (۱۲ متر) بود. این کشتی در سال ۱۹۱۶ ساخته شد.